# Concílio Luterano Internacional
O Concílio Luterano Internacional (CLI) (em inglês: International Lutheran Council (ILC)) é uma associação internacional de igrejas luteranas confessionais. A associação tomou a forma atual no ano de 1993 em uma reunião realizado na cidade de Antigua, capital da Guatemala, porém reuniões teológicas já eram realizadas em diversos países desde 1957.
Os corpos eclesiásticos membros do CLI acreditam que os livros canônicos das Escrituras Sagradas, do Antigo e do Novo Testamento, são a Palavra infalível revelada por Deus e aceitam, como exposição correta dessa Palavra, os livros simbólicos da Igreja Evangélica Luterana, reunidos no Livro de Concórdia, no ano de 1580.
Segundo dados de 2018, a organização possui 54 igrejas participantes em mais de 50 nações diferentes. Entre os corpos eclesiásticos com maior número de membros estão a Igreja Luterana Malgaxe, em Madagascar, a Igreja Luterana - Sínodo de Missouri, nos Estados Unidos, a Igreja Evangélica Luterana do Brasil, e a Igreja Luterana - Canadá. O número total de membros das igrejas filiadas ultrapassa os 7.150.000, o que torna esta a segunda maior comunhão luterana no mundo, atrás apenas da Federação Luterana Mundial (FLM). Os membros do CLI representam aproximadamente 10% de todos os luteranos pertencentes a alguma denominação no mundo.
O presidente atual do CLI é o reverendo Juhana Pohjola, o qual também preside a Diocese de Missão Evangélica Luterana da Finlândia, tendo como secretário o reverendo Dr. Klaus Detlev Schulz, da Igreja Luterana - Sínodo de Missouri.
O CLI não aceita a Declaração Conjunta Sobre a Doutrina da Justificação, um documento assinado pelo Pontifício Conselho para a Promoção da Unidade dos Cristãos e pela Federação Luterana Mundial em 1999.

## História
As origens do CLI remontam a uma reunião em Uelzen, Alemanha, em julho de 1952, por luteranos que não estavam felizes com o curso teológico adotado pela Federação Luterana Mundial. Entre os participantes estavam delegados da Igreja Luterana-Sínodo de Missouri que tinham sido observadores na assembleia da FLM em Hanôver. Outros delegados estavam presentes de igrejas afiliadas à LCMS da Alemanha, Austrália, Dinamarca e Reino Unido. Duas outras reuniões foram realizadas, em Oakland, Califórnia, em 1958 e em Cambridge, Inglaterra, em agosto de 1963. Na última reunião, foi decidido criar uma organização permanente, um "Comitê de Continuação", para atuar pelo grupo entre as reuniões, que agora eram apelidadas de Conferências Teológicas Luteranas Internacionais. O comitê também foi encarregado de publicar um periódico teológico e um boletim do comitê, e de facilitar trocas de pastores, professores de teologia e estudantes. No entanto, a reunião negou explicitamente que estava fundando um grupo em oposição à FLM.
Mais cinco "conferências teológicas" foram realizadas até que o nome foi encurtado para International Lutheran Conference na Oitava Conferência em Porto Alegre, Rio Grande do Sul. Resoluções aprovadas durante este período descreveram o CLI como uma parceria, fórum ou "grupo de igrejas luteranas independentes". Na Décima Quinta Conferência em Antígua, Guatemala, o grupo decidiu criar uma estrutura mais formal como uma associação de igrejas e adotou um conjunto de Princípios Orientadores que serviriam como constituição e ponto de referência teológica.  O "Comitê de Continuação" foi substituído por um "Conselho Executivo".
Na reunião da Conferência Mundial de 2018, realizada em Antuérpia, Bélgica, de 25 a 26 de setembro de 2018, o CLI votou para admitir 17 novos corpos eclesiásticos, 11 como membros plenos e 6 como membros associados. Isso aumentou o número de igrejas membros da organização para 54 e o número de fiéis dela para 7,15 milhões de membros.
Na reunião da Conferência Mundial de 2022, a Igreja Evangélica Luterana da Letônia foi aceita como membro pleno. Ela já havia sido aceita como membro observador em fevereiro do mesmo ano.

## Conferências Mundiais

### Conferência Teológica Luterana Internacional (1952–1975)
1. 1952 – Uelzen, Alemanha
2. 1959 – Oakland, Estados Unidos
3. 1963 – Cambridge, Inglaterra
4. 1966 – Frankfurt, Alemanha
5. 1968 – Cambridge, Inglaterra
6. 1970 – St. Louis, Estados Unidos
7. 1973 – Madras, Índia
8. 1975 – Porto Alegre, Brasil (Neste encontro, o nome foi alterado para "Conferência Luterana Internacional")

### Conferência Luterana Internacional (1978–1993)
9. 1978 – Papua-Nova Guiné
10. 1981 – St. Louis, Estados Unidos
11. 1984 – Obot Idim, Nigéria
12. 1987 – Berlim, Alemanha
13. 1989 – Seul, Coreia do Sul
14. 1991 – Hong Kong
15. 1993 – Antígua, Guatemala (Neste encontro, o nome foi alterado para "Concílio Luterano Internacional")

### Concílio Luterano Internacional (1995–presente)
16. 1995 – Adelaide, Austrália
17. 1997 – St. Louis, Estados Unidos
18. 1999 – Cambridge, Inglaterra
19. 2001 – Warburg, África do Sul
20. 2003 – Foz do Iguaçu, Brasil
21. 2005 – Berlim, Alemanha
22. 2007 – Acra, Gana
23. 2009 – Seul, Coreia do Sul
24. 2012 – Niágara, Canadá
25. 2015 – Buenos Aires, Argentina
26. 2018 – Antuérpia, Bélgica
27. 2022 – Kisumu, Quênia

## Lista de Presidentes do CLI
- 1995–1998: Leopoldo Heimann, Igreja Evangélica Luterana do Brasil[11]
- 1998–2007: Ralph Mayan, Igreja Luterana – Canadá
- 2007–2010: Gerald B. Kieschnick, Igreja Luterana - Sínodo de Missouri
- 2010-2022: Hans-Jörg Voigt, Igreja Evangélica Luterana Independente (primeiro como presidente interino e, desde 20 de setembro de 2012, como presidente regular)
- 2022–presente: Juhana Pohjola, Diocese Missionária Evangélica Luterana da Finlândia

## Igrejas filiadas
As seguintes grejas estão filiadas ao Concílio Luterano Internacional:

### África
O Concílio Luterano Internacional conta atualmente com 5 corpos eclesiásticos de 4 nações filiadas ao mesmo.
| Denominação                                       | País                           | Ano de criação | Membros batizados | Congregações | Pastores | Ref    |
| ------------------------------------------------- | ------------------------------ | -------------- | ----------------- | ------------ | -------- | ------ |
| Igreja Evangélica Luterana de Gana                | Gana                           | 1958           | 29 000            | 200          | 14       | [ 14 ] |
| Igreja Evangélica Luterana no Quênia              | Quênia                         |                | 80 000            |              |          | [ 15 ] |
| Igreja Evangélica Luterana da Nigéria             | Nigéria                        | 1936           | 80 000            | 339          | 72       | [ 16 ] |
| Sínodo Evangélico Luterano Livre na África do Sul | África do Sul                  | 1892           | 2 827             | 17           | 15       | [ 17 ] |
| Igreja Luterana do Sul da África                  | África do Sul · +Sul da África | 1967           | 20 000            | 100          | 47       | [ 18 ] |

### América Latina
O Concílio Luterano Internacional conta atualmente com 10 corpos eclesiásticos de 10 nações filiadas ao mesmo.
| Denominação                                      | País      | Ano de criação | Membros batizados | Congregações | Pastores | Ref    |
| ------------------------------------------------ | --------- | -------------- | ----------------- | ------------ | -------- | ------ |
| Igreja Evangélica Luterana da Argentina          | Argentina | 1905           | 30 000            | 265          | 70       | [ 20 ] |
| Igreja Cristã Evangélica Luterana da Bolívia     | Bolívia   | 1978           | 900               | 24           | 10       | [ 21 ] |
| Igreja Evangélica Luterana do Brasil             | Brasil    | 1900           | 243 093           | 2 078        | 851      | [ 22 ] |
| Igreja Evangélica Luterana da República do Chile | Chile     | 1992           | 170               | 1            | 1        | [ 23 ] |
| Igreja Luterana em Guatemala                     | Guatemala |                | 4 200             | 40           | 20       | [ 24 ] |
| Igreja Luterana Sínodo de Nicarágua              | Nicarágua | 1997           | 1 800             | 23           | 26       | [ 25 ] |
| Sínodo Luterano do México                        | México    |                | 1 211             | 10           | 5        | [ 26 ] |
| Igreja Evangélica Luterana do Paraguai           | Paraguai  | 1983           | 4 000             | 62           | 13       | [ 27 ] |
| Igreja Evangélica Luterana - Peru                | Peru      |                | 500               |              |          | [ 28 ] |
| Igreja Luterana da Venezuela                     | Venezuela |                | 1 607             | 15           | 16       | [ 29 ] |

### América do Norte
O Concílio Luterano Internacional conta atualmente com 5 corpos eclesiásticos de 3 nações filiadas ao mesmo.
| Denominação                               | País           | Ano de criação | Membros batizados | Congregações | Pastores | Ref    |
| ----------------------------------------- | -------------- | -------------- | ----------------- | ------------ | -------- | ------ |
| Igreja Luterana - Canadá                  | Canadá         | 1988           | 62 649            | 304          | 245      | [ 31 ] |
| Igreja Evangélica Luterana do Haiti       | Haiti          |                | 10 000            | 88           |          | [ 32 ] |
| Associação Americana de Igrejas Luteranas | Estados Unidos |                | 14 000            |              |          | [ 33 ] |
| Igreja Luterana - Sínodo de Missouri      | Estados Unidos | 1847           | 2 488 936         | 6 151        | 5 323    | [ 34 ] |
| Ministério Luterano e Sínodo - EUA        | Estados Unidos | 1988           |                   |              |          | [ 35 ] |

### Ásia
O Concílio Luterano Internacional conta atualmente com 7 corpos eclesiásticos de 7 nações filiadas ao mesmo.
| Denominação                           | País          | Ano de criação | Membros batizados | Congregações | Pastores | Ref    |
| ------------------------------------- | ------------- | -------------- | ----------------- | ------------ | -------- | ------ |
| Igreja Luterana - Sínodo de Hong Kong | Hong Kong     | 1975           | 12 355            | 36           | 43       | [ 37 ] |
| Igreja Evangélica Luterana da Índia   | Índia         | 1924           | 70 000            | 100          | 175      | [ 38 ] |
| Igreja Luterana do Japão              | Japão         | 1968           | 2 381             | 33           | 23       | [ 39 ] |
| Igreja Luterana na Coreia             | Coreia do Sul | 1971           | 5 857             | 37           | 42       | [ 40 ] |
| Igreja Luterana nas Filipinas         | Filipinas     |                | 24 600            |              |          | [ 41 ] |
| Igreja Luterana Lanka                 | Sri Lanka     |                | 5 324             |              |          | [ 42 ] |
| Igreja Evangélica Luterana na China   | Taiwan        |                | 2 010             | 20           | 26       | [ 43 ] |

### Europa
O Concílio Luterano Internacional conta atualmente com 9 corpos eclesiásticos de 8 nações filiadas ao mesmo.
| Denominação                                    | País       | Ano de criação | Membros batizados | Congregações | Pastores | Ref    |
| ---------------------------------------------- | ---------- | -------------- | ----------------- | ------------ | -------- | ------ |
| Igreja Evangélica Luterana na Bélgica          | Bélgica    |                | 150               | 2            | 1        | [ 45 ] |
| Igreja Evangélica Luterana Livre na Dinamarca  | Dinamarca  | 1855           | 90                | 3            | 2        | [ 46 ] |
| Igreja Evangélica Luterana da Inglaterra       | Inglaterra | 1896           | 1 000             | 14           | 13       | [ 47 ] |
| Igreja Evangélica Luterana - Sínodo da França  | França     | 1927           | 821               | 10           | 8        | [ 48 ] |
| Igreja Evangélica Luterana Independente        | Alemanha   |                | 34 542            | 187          | 124      | [ 49 ] |
| Igreja Luterana na Noruega                     | Noruega    | 2005           | 50                | 1            | 3        | [ 50 ] |
| Igreja Evangélica Luterana Portuguesa          | Portugal   | 1958           | 95                | 3            | 1        | [ 50 ] |
| Igreja Evangélica Luterana de Ingria em Rússia | Rússia     |                | 18 000            |              |          | [ 51 ] |
| Igreja Evangélica Luterana Siberiana           | Rússia     | 1993           | 2 100             | 25           | 19       | [ 52 ] |

### Oceania
O Concílio Luterano Internacional conta atualmente com 2 corpos eclesiásticos de duas nações filiadas ao mesmo.
| Denominação                  | País             | Ano de criação | Membros batizados | Congregações | Pastores | Ref    |
| ---------------------------- | ---------------- | -------------- | ----------------- | ------------ | -------- | ------ |
| Igreja Luterana da Austrália | Austrália        | 1846           | 49 600            | 466          | 309      | [ 53 ] |
| Igreja Luterana Gutnius      | Papua-Nova Guiné | 1948           | 125 000           | 550          | 250      | [ 54 ] |